# Vernon L. Smith
Vernon Lomax Smith (født 1. januar 1927) er en amerikansk økonom og bl.a. professor ved Chapman University's Argyros School of Business and Economics and School of Law i Californien. I 2002 modtog han Nobelprisen i økonomi sammen med psykologen og adfærdsøkonomen Daniel Kahneman. Smith fik prisen "for at have etableret laboratorieeksperimenter som et værktøj i empirisk økonomisk analyse, specielt i studiet af alternative markedsmekanismer".

## Eksperimentel økonomi
Vernon Smith er kendt som foregangsmand inden for feltet eksperimentel økonomi. Her udsætter man, ofte inspireret af den psykologiske forskning, hvor sådanne eksperimenter er udbredte, en række mennesker for forskellige test og opgaver under videnskabeligt kontrollerede forhold. Især inden for den ret nye disciplin adfærdsøkonomi, der inddrager indsigt fra moderne psykologi i økonomiske sammenhænge, er eksperimenter af denne type en hyppigt anvendt metode. Smith har arbejdet med området siden han begyndte som underviser i økonomi i 1950'erne. I 1976 offentliggjorde han artiklen "Experimental Economics: Induced Value Theory" i det ansete videnskabelige tidsskrift American Economic Review. Dette var den første anerkendte formulering af princippet bag økonomiske eksperimenter. 

## Aspergers syndrom
Vernon Smith har diagnosen Aspergers syndrom og har offentligt fortalt om både de fordele og de ulemper, det kan medføre.